# Zalpa
Zalpa is een plaats in het Anatolië van de oudheid, die met name in de kolonietijd van Assyrië in de 20e-18e eeuw v.Chr. veel in de handelscorrespondentie genoemd wordt. Het had waarschijnlijk een kārum. Echter de naam is een aanduiding van wat mogelijk een drie- of viertal verschillende steden en/of vorstendommen geweest zijn. De plaatsbepaling(en) ervan hebben onderzoekers daarmee voor grote problemen gesteld.
De naam Zalpa wisselt namelijk af met een aantal andere varianten van de naam die waarschijnlijk op verschillende locaties betrekking hadden, maar het woordgebruik is niet erg consistent. Er zijn vrij waarschijnlijk ten minste drie Zalpa's te onderscheiden:

## Zalpa - Zalpuwa
Dit was waarschijnlijk een stad of vorstendom aan de noordkust van Anatolië, ver weg van de Assyrische handelsroutes.
Zalpuwa is bekend uit Hettitische bronnen, met name de Anitta-tekst, van een wat latere tijd (rond 1650 v.Chr.) dan de Assyrische kolonietijd. Hattusili I noemt daarin zijn voorouder Anitta en diens vernietiging van Hattusa rond 1729 en de gevangenname van ene Huzziya van Zalpuwa, die mogelijk de grootvader van de latere Hettitische koning Huzziya I was. Deze koning had een zoon Hakkarpili, die heer van Zalpa was. Of zoals de Anitta-tekst zegt:
Al de landen van Zalpuwa te midden van de zee [...]
Lang geleden has Uhna, de koning van Zalpuwa (het beeld van) onze god Siu weggehaald van Nesa naar Zalpuwa,
maar [nad]erhand, haalde ik, Anitta de grote koning [het beeld] van onze god Siu terug van Zalpuwa naar Nesa
Maar Huzziya, de koning van Zalpuwa bracht ik [le]vend naar Nesa

## Zalpa - Zalwar
Dit was een stad verder zuidwestelijk in Anatolië, mogelijk Tilmen Höyük. Ook dit lag niet op de Assyrische handelsroutes. Wel onderhield Shamshi-Adad I diplomatieke betrekkingen met het koninkrijk Zalwar, maar had er geen controle over, zoals blijkt uit uitleveringsverzoeken.

## Zalpa - Zalpah
Deze nederzetting lag aan de Balikh ten noorden van Tuttul en komt vrijwel zeker overeen met de ruïneheuvel Tell Hammam at-Turkman. Van deze plaats werd vermoed dat het het Zalpa is dat een kārum bezat en overeenkwam met het Zalpa dat vele malen in de handelscorrespondentie van Kaneš vermeld wordt. De plaats ligt wel in een streek in noordelijk Syrië die tussen Assur en Kaneš lag. Er zijn daar bij opgravingen wel de sporen van een groot, waarschijnlijk administratief gebouw aangetroffen, maar niet van een benedenstad buiten de eigenlijke stad zoals het kārum van Kaneš.

## Zalpa - Assyrisch Zalpa?
Forlanini kwam tot de conclusie dat er nog een vierde Zalpa (nu alleen: Zalpa) moest bestaan hebben dat niet aan de Balikh maar aan de Eufraat moest liggen op dezelfde oever als Hahhum. Uit de correpondentie lijkt het erop dat de handelaars ofwel bij Hahhum ofwel bij dit Zalpa de Eufraat overstoken. Dit zou niet kloppen met een ligging aan de Balikh.